# Jan Willem van de Kamp
Jan Willem van de Kamp (Oldebroek, 17 mei 1910 – aldaar, 31 mei 2017) was na het overlijden van de 106-jarige Dirk Franciscus Ferdinand van der Noen op 20 december 2016 de oudste man van Nederland. Hij werd 107 jaar.

## Levensloop
Van de Kamp was geboren en getogen in Oldebroek. Van beroep was hij boer, wat hij tot de leeftijd van 63 jaar heeft gedaan.
Van de Kamp trouwde in 1938 met Kornelisje van van de Streek, die in 1992 op bijna 84-jarige leeftijd overleed. Samen kregen ze vier kinderen.